# NGC 2
NGC 2는 페가수스자리에 위치한 나선 은하이다. 로렌스 파슨스가 1873년 8월 20일 발견했으며 발견 당시 '매우 어둡고, 작으며, NGC 1의 남쪽에 있다.'라고 이 천체를 기술했다. NGC 1에서 약간 남쪽에 있으며 겉보기 등급은 +14.2이다.
NGC 2의 지름은 약 11만 5천 광년이지만 작은 크기에 비해 밝아서 전체 광도는 우리은하의 약 3~5 배 정도에 이른다. 약 6만 광년 지름의 AGC 102559가 NGC 2에서 가장 가까운 은하로 둘 사이의 거리는 약 180만 광년밖에 되지 않는다. 우리 눈에 NGC 2는 NGC 1과 매우 가까이 붙어 있는 것처럼 보이지만 전자는 후자보다 지구에서 훨씬 멀리 떨어져 있으며 둘은 서로 연결되어 있지 않다.